# Gaius Baebius (Volkstribun)
Gaius Baebius († nach 111 v. Chr.) war ein Politiker der Römischen Republik aus der plebejischen Familie der Baebier.
Im Jahr 111 v. Chr. amtierte Gaius Baebius als Volkstribun und wurde von Jugurtha bestochen, als dieser unter Zusicherung freien Geleits nach Rom kam. Daraufhin untersagte Baebius dem numidischen König, in der Volksversammlung zu sprechen, als ein anderer Volkstribun, Gaius Memmius, von Jugurtha eine Aussage gegen römische Heerführer verlangte. So wurden diesbezügliche Untersuchungen vereitelt.